# Кропило

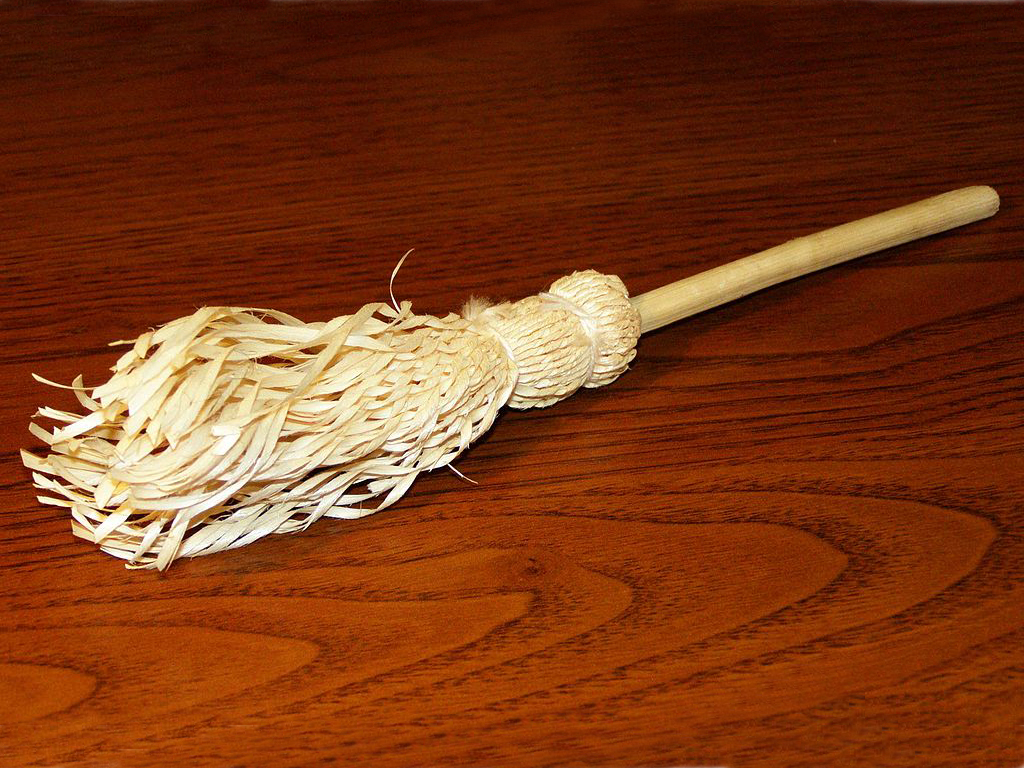
Кропило в виде пучка волокон

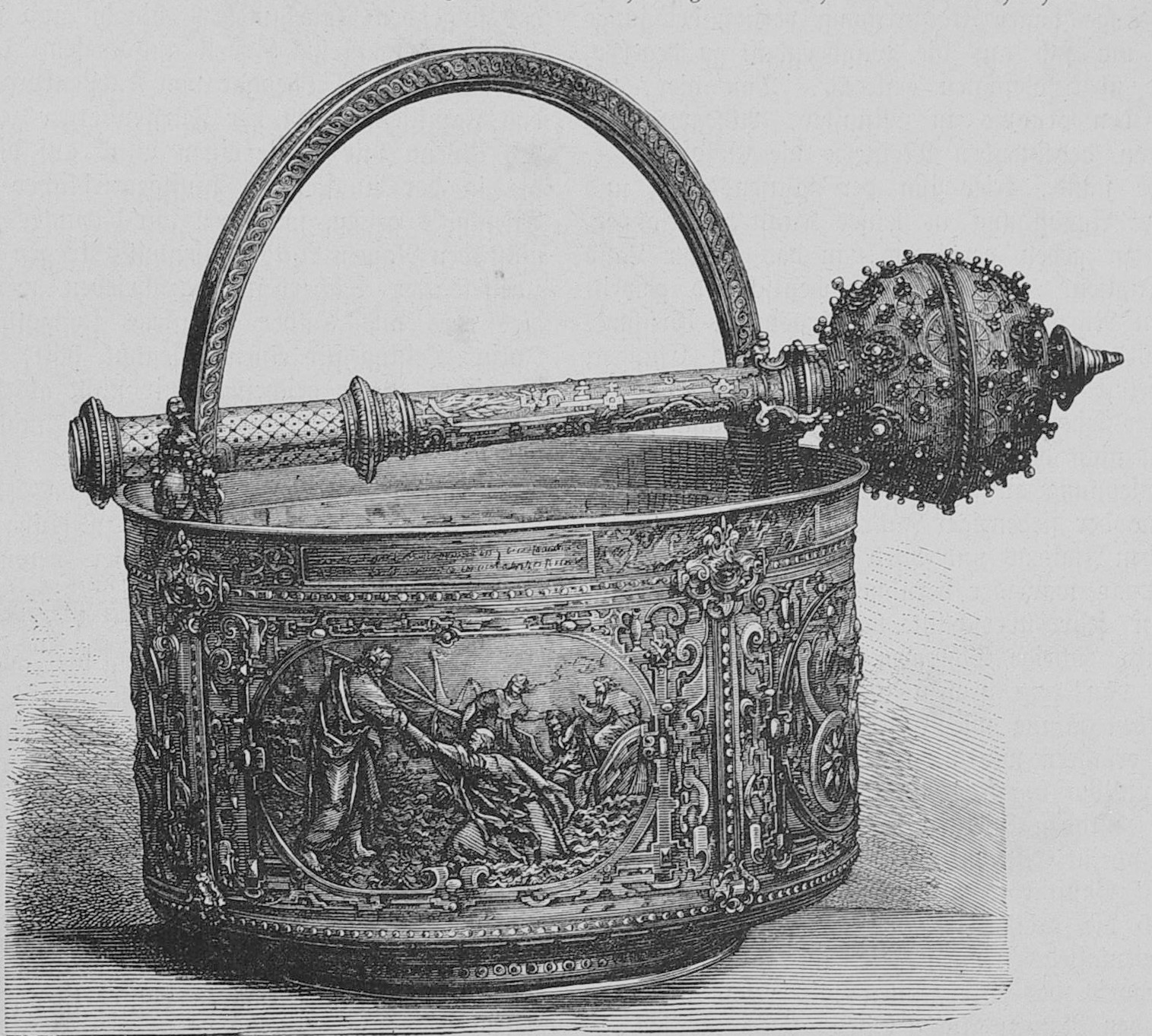
Католические кропило и кропильница

Кропило (аспергилл) — приспособление для разбрызгивания святой воды во время богослужения, разновидность церковной утвари. Сосуд со святой водой, куда макают кропило, называется кропильницей.
В православной традиции в качестве кропила используется пучок натуральных или искусственных волокон с рукоятью. В частности, на горе Афон кропилом часто служит пучок побегов базилика. В западных церквях кропило, как правило, имеет шарообразное окончание с губкой. В ряде церквей кропило не используется, а священник поливает верующих водой непосредственно из ладони.
Как правило, с помощью этого инструмента священник крестообразно разбрызгивает святую воду на паству. Во время отпевания святую воду кропят на гроб с покойником. Кропило также используется при освящении новоселья.

## Эпонимы
- Биолог П. А. Микели назвал аспергиллом разновидность грибов, которые под микроскопом напоминают пушистую кисть кропила.
- По аналогии внешнего вида(с кропилом использующемся в католических обрядах) кропилом иногда называют старинное огнестрельное оружие имеющее несколько коротких стволов на деревянной рукояти, заряды коего одновременно воспламенялись фитилем[1] — многоствольная ручница. Некоторые из таких образцов имеют дополнительно металлические шипы поверх блока стволов, предполагающих возможное использование после стрельбы в качестве холодного оружия, подобно моргенштерну.[источник не указан 1928 дней]